# Focillistis sita
Focillistis sita là một loài bướm đêm trong họ Noctuidae.